# Гришкявичюс, Домас
Домас Гришкявичюс (лит. Domas Griškevičius; род. 16 января 1985, Паневежис) — литовский политический деятель, депутат Сейма Литовской Республики (с 2020).

## Биография
Родился 16 января 1985 года в Паневежисе, Литовская ССР, СССР.
После окончания местной средней школы поступил в Шяуляйскую академию Вильнюсского университета, которую окончил в 2009 году со степенью в области философии и социальных наук. Позднее он поступил в Университет Витовта Великого, где в 2011 году получил степень магистра политологии.
В 2015 году он был избран депутатом Шяуляйского городского совета, а позднее стал заместителем его председателя. На парламентских выборах 2020 года он был избран депутатом Сейма Литовской Республики, где занял пост члена Комитета по вопросам государственного регулирования и местных самоуправлений. На парламентских выборах 2024 года он был переизбран на пост депутата.